# 3 Songs (Fugazi)
3 Songs è un 7"/EP del gruppo post-hardcore statunitense Fugazi, pubblicato nel 1989.

## Tracce
1. Song #1 – 2:54
2. Joe #1 – 3:01
3. Break-In – 1:32

## Formazione
- Ian MacKaye – voce, chitarra, piano
- Guy Picciotto – voce
- Joe Lally – basso
- Brendan Canty – batteria